# Кисельова Нінель Степанівна
Нінель Степанівна Кисельова (нар. 27 жовтня 1937, місто Крюків, тепер у складі міста Кременчук Полтавської області — 17 квітня 2018) — українська радянська діячка, фрезерувальниця Кременчуцького автомобільного заводу Полтавської області. Депутат Верховної Ради СРСР 8—9-го скликань.

## Біографія
Народилася в родині робітника. У 1956 році закінчила середню школу.
У 1956—1957 роках — учениця і робітниця ткацької фабрики міста Орєхово-Зуєво Московської області РРФСР.
У 1957—1961 роках — фрезерувальниця Кременчуцького комбайнового заводу Полтавської області.
З 1961 року — фрезерувальниця пресового цеху Кременчуцького автомобільного заводу Полтавської області. Ударник комуністичної праці.
Освіта середня спеціальна. У 1972 році без відриву від виробництва закінчила Одеський автомеханічний технікум.
Потім — на пенсії в місті Кременчуці Полтавської області.

## Нагороди
- орден Трудового Червоного Прапора (1971)
- медаль «За доблесну працю. В ознаменування 100-річчя з дня народження Володимира Ілліча Леніна» (1970)
- медалі